# توني نيكلسون
توني نيكلسون (25 يونيو 1938 في المملكة المتحدة - 4 نوفمبر 1985 في المملكة المتحدة) (بالإنجليزية: Tony Nicholson)‏ هو لاعب كريكت بريطاني. لعب مع نادي مقاطعة يوركشاير للكريكت ‏.

## وصلات خارجية
- توني نيكلسون على موقع إي آس بي آن كريك إنفو (الإنجليزية)